# Station Kraków Swoszowice
Station Kraków Swoszowice is een spoorwegstation in de Poolse plaats Krakau.